# Athiya Shetty
Athiya Shetty, elle est née le 5 janvier 1992, à Mumbai, au Maharashtra en Inde. Fille de Suniel Shetty et de Mana Shetty (en), elle est une actrice populaire indienne du cinéma Bollywood.

## Filmographie
La filmographie d'Athiya Shetty, comprend les films suivants  : 
- 2015 : Hero (en)
- 2017 : Mubarakan (en)

## Source de la traduction
- (en) Cet article est partiellement ou en totalité issu de l’article de Wikipédia en anglais intitulé « Athiya Shetty » (voir la liste des auteurs).